# 三才山
三才山（みさやま）は、長野県松本市三才山と上田市西内との境界にある山。標高1,605m。女鳥羽川の源流の山でもある。美ヶ原の北方に位置し、この山の頂上の直下に近いところを国道254号の三才山トンネルが通過している。

## 地名としての三才山
松本市の大字。三才山の西麓には女鳥羽川沿いにいくつかの集落があり、俗地名には一の瀬や本村、小日向などがある。
村名の由来は、諏訪郡から御射山社（御射神社秋宮）を勧請したことによる。

## 交通

### 道路
- 国道254号が女鳥羽川を挟んだ対岸を通っており、三才山トンネルをひかえた場所になっている。

### 路線バス
- 公共交通機関として地域主導型コミュニティバスほしみ線が平日限定で通っている。路線名は洞、稲倉（しなぐら）、三才山の頭文字にちなんでおり北海道にある星観（ほしみ）橋とは無関係。かつてはアルピコ交通の三才山線が平日限定で通っており、1日2往復と朝の1本が一の瀬まで乗り入れていたが、本数の大半は松本市街から見て手前の大字稲倉止まりであった。鹿教湯線と分岐する小日向橋から終点の一の瀬まではかなり狭い道を大型車で走っていた。

### 鉄道路線
この地域に鉄道はないが最寄りの駅はJR篠ノ井線の松本駅である。